# Legió I Pontica
La Legió I Pontica va ser una legió romana que va organitzar l'emperador Dioclecià per defensar el Pont Polemoníac, una província romana creada de nou al sud de la mar Negra.
Cap a l'any 287, en resposta a una incursió dels gàlates a Trebisonda, l'emperador Dioclecià va decidir organitzar una altra vegada el territori en tres províncies més petites sota un control més localitzat i proper. La legió estava estacionada a Trebisonda, on abans hi havia hagut la Legió XV Apollinaris o potser només una vexillatio d'aquella legió.
La Legió I Pontica encara era a Trebisonda a principis del segle v, segons diu la Notitia Dignitatum.